# Журкин, Александр Михайлович
Александр Михайлович Журкин (эст. Aleksandr Žurkin; 24 февраля 1963, Ленинград, СССР) — советский и эстонский (негражданин) футболист, нападающий, полузащитник; тренер.

## Биография
Начал карьеру в 1981 году в команде второй советской лиги «Динамо» Ленинград — восемь игр, один гол. В 1983 году играл в дубле «Пахтакора». В 1984 году перешёл в таллинский клуб ШВСМ, переименованный в следующем году в «Спорт». В начале 1988 года оказался в составе минского «Динамо», за которое провёл один матч в высшей лиге — 11 марта в гостевой игре против «Динамо» Тбилиси (1:2) вышел на замену на 57-й минуте. Остаток сезона провёл в «Спорте». В 1989 году играл во второй лиге за ленинградский «Кировец» — 34 игры, 8 голов. Затем играл в первенстве Эстонии за клубы «Норма» Таллин (1991—1994, 1995), «Таллинна Садам» (1994—1995), «Марлекор» Таллин (1996), «Олимпия» Маарду (1997—1998), «Левадия» Маарду (1998), «Левадия» Пярну (1999), ТЯК-83/ТЯК Таллин (2001—2002). В 2004—2007 годах играл за вторую и третью команды ТЯК. В 1995 году сыграл 6 матчей, забил один гол за финский клуб «Каухайоен Карху» Каухайки.
По состоянию на 2018 год — главный тренер женской команды таллинского «Аякса».